# Черныши (Смоленский район)
Черныши — деревня в Смоленском районе Смоленской области России. Входит в состав Лоинского сельского поселения. Население — 8 жителей (2007 год). 
Расположена в западной части области в 45 км к северо-западу от Смоленска, в 1 км западнее автодороги Р133 Смоленск — Невель, на берегу реки Ольша. В 29 км южнее деревни расположена железнодорожная станция Лелеквинская на линии Смоленск — Витебск. 

## История
В годы Великой Отечественной войны деревня была оккупирована гитлеровскими войсками в июле 1941 года, освобождена в сентябре 1943 года. 